# Campeonato Mundial de Ciclismo em Pista de 1895
O Campeonato Mundial ICA de Ciclismo em Pista de 1895 foi realizado na Colônia, na Alemanha, entre 17 e 19 de agosto. Quatro provas masculinas foram disputadas, dois para profissionais e dois para amadores.

## Sumário de medalhas

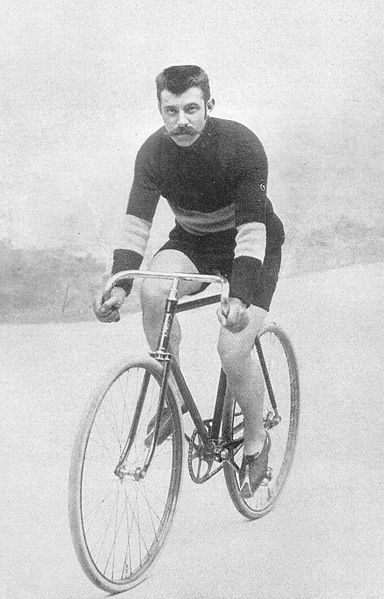
Mathieu Cordang, campeão mundial na categoria amador, em 1895

| Eventos profissionais masculinos |                                 |                                   |                         |
| Velocidade individual            | Robert Protin · Bélgica         | George A. Banker · Estados Unidos | Émile Huet · Bélgica    |
| Motor-paced                      | Jimmy Michael · Reino Unido     | Henri Luyten · Bélgica            | Hans Hofmann · Alemanha |
| Eventos amadores masculinos      |                                 |                                   |                         |
| Velocidade individual            | Jaap Eden · Países Baixos       | Christian Ingemann · Dinamarca    | Jean Schaaf · Alemanha  |
| Motor-paced                      | Mathieu Cordang · Países Baixos | Kees Witteveen · Países Baixos    | Wilhelm Henie · Noruega |

## Quadro de medalhas
| Ordem | País           | Medalha de ouro | Medalha de prata | Medalha de bronze | Total |
| ----- | -------------- | --------------- | ---------------- | ----------------- | ----- |
| 1     | Países Baixos  | 2               | 1                | 0                 | 3     |
| 2     | Bélgica        | 1               | 1                | 1                 | 3     |
| 3     | Reino Unido    | 1               | 0                | 0                 | 1     |
| 4     | Dinamarca      | 0               | 1                | 0                 | 1     |
| -     | Estados Unidos | 0               | 1                | 0                 | 1     |
| 6     | Alemanha       | 0               | 0                | 2                 | 2     |
| 7     | Noruega        | 0               | 0                | 1                 | 1     |
| Total | Total          | 4               | 4                | 4                 | 12    |